# 3600
3600（三千六百、さんぜんろっぴゃく）は、自然数また整数において、3599の次で3601の前の数である。

## 性質
- 3600は合成数であり、約数は1, 2, 3, 4, 5, 6, 8, 9, 10, 12, 15, 16, 18, 20, 24, 25, 30, 36, 40, 45, 48, 50, 60, 72, 75, 80, 90, 100, 120, 144, 150, 180, 200, 225, 240, 300, 360, 400, 450, 600, 720, 900, 1200, 1800, 3600である。
  - 約数の和は12493。
- 60番目の平方数である。1つ前は3481、次は3721。
  - n = 2 のときの 60n の値とみたとき1つ前は60、次は216000。
- 3600 = (3 × 20)2
  - n = 20 のときの (3n)2 の値とみたとき1つ前は3249、次は3969。(オンライン整数列大辞典の数列 A016766)
- 3600 = (5 × 12)2
  - n = 12 のときの (5n)2 の値とみたとき1つ前は3025、次は4225。(オンライン整数列大辞典の数列 A016850)
- 3600 = (6 × 10)2
  - n = 10 のときの (6n)2 の値とみたとき1つ前は2916、次は4356。(オンライン整数列大辞典の数列 A016910)
- 687番目のハーシャッド数である。1つ前は3586、次は3610。
  - 9を基とする164番目のハーシャッド数である。1つ前は3510、次は4005。
  - 平方数がハーシャッド数になる23番目の数である。1つ前は2916、次は3969。
- 角度の10周は3600°である (360 × 10 = 3600)。
- 約数の和が3600になる数は17個ある。(1080, 1416, 1566, 1624, 1672, 1912, 1990, 2086, 2235, 2242, 2403, 2755, 2995, 3143, 3383, 3401, 3427) 約数の和17個で表せる最小の数である。次は4800。

## その他 3600 に関すること
- 1時間（60分、1度）は3600秒である。（602秒）。詳しくは六十進法も参照すること。
- 熊野三千六百峰：南近畿、特に吉野と熊野の山地の呼称。森林が生い茂り、山が広く険しい為にこう呼ばれて来た。
- 3600系と呼ばれる鉄道のリスト